# Armia Środkowego Kentucky
Armia Środkowego Kentucky (ang. Army of Central Kentucky) – organizacja wojskowa wchodząca w skład Departamentu nr 2 (zachodniego departamentu Stanów Skonfederowanych). Początkowo nazwana Korpusem Armijnym Środkowego Kentucky – została utworzona jesienią 1861 i funkcjonowała do marca 1862, kiedy została włączona do Armii Mississippi, przeformowaną 20 listopada w Armię Tennessee.

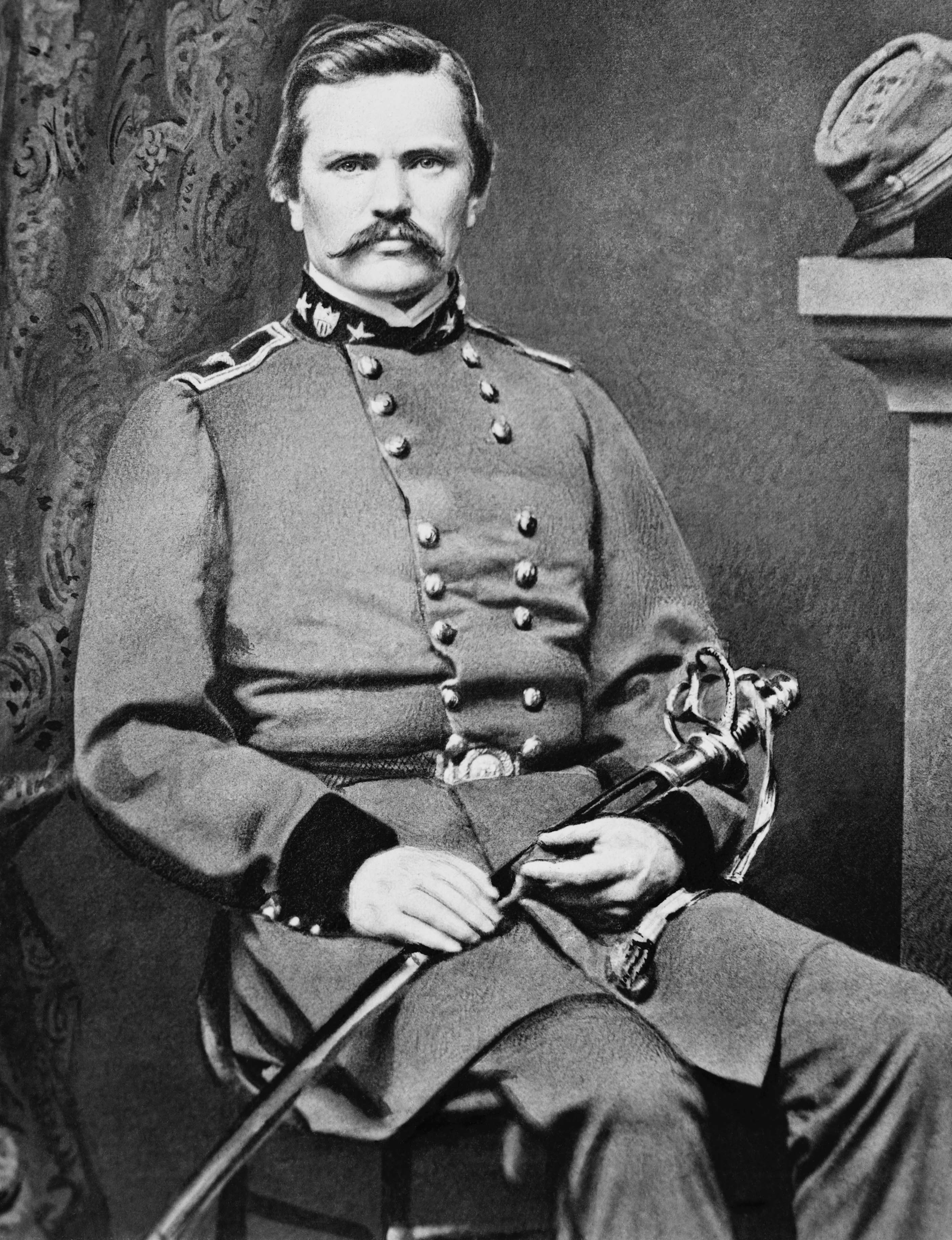
Gen. bryg. S. B. Buckner
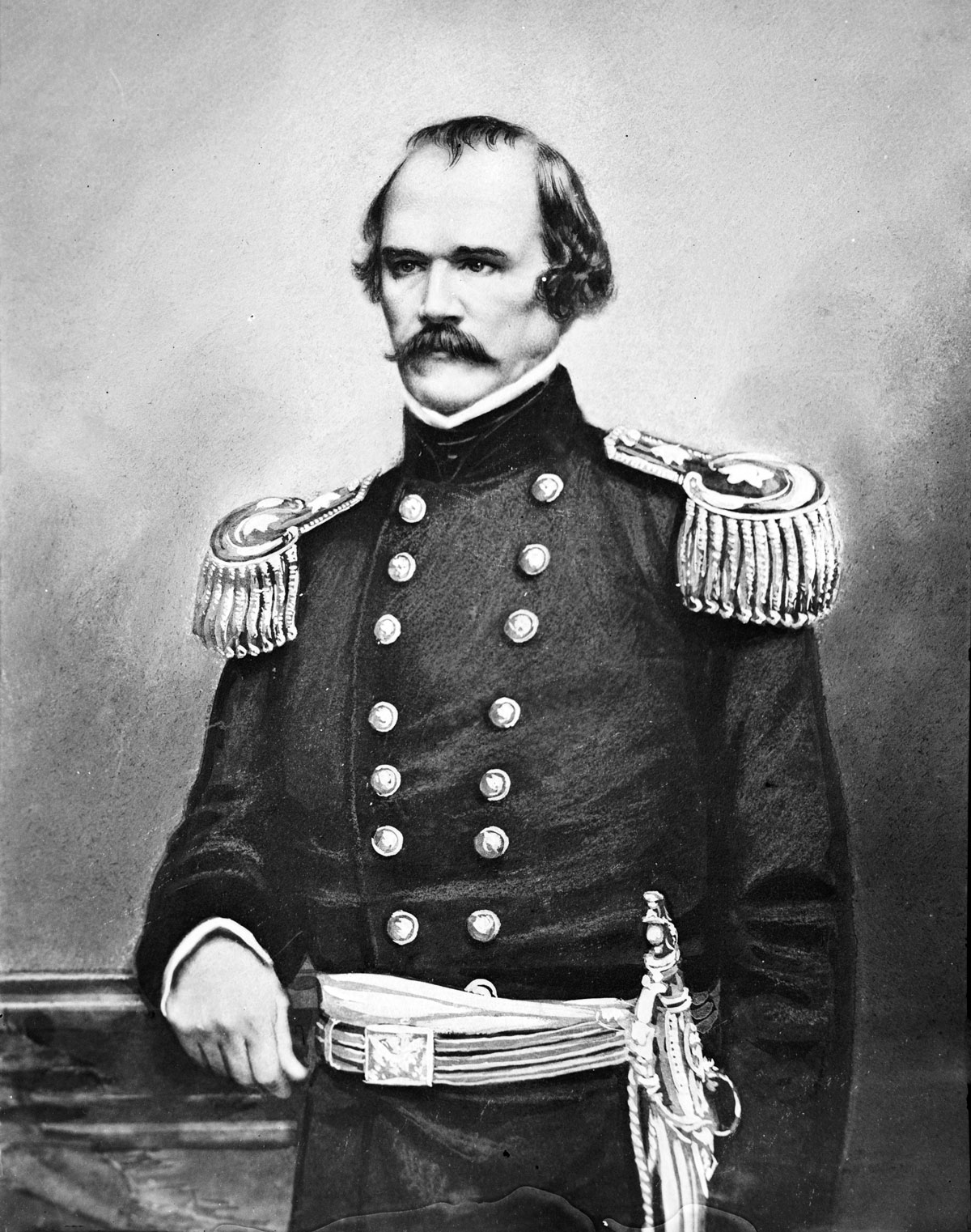
Gen. A. S. Johnston
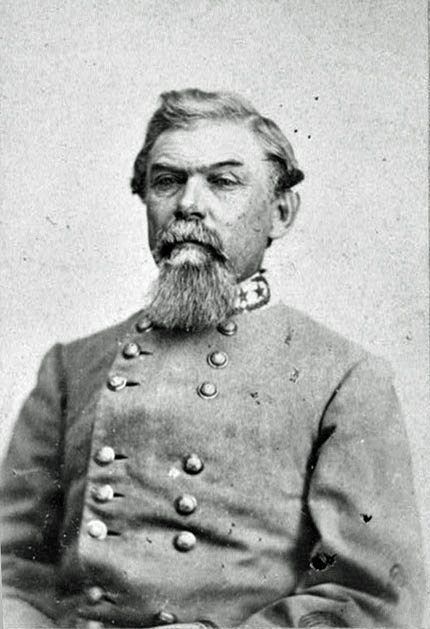
Gen. br. W. J. Hardee